# Овсяник, Антон

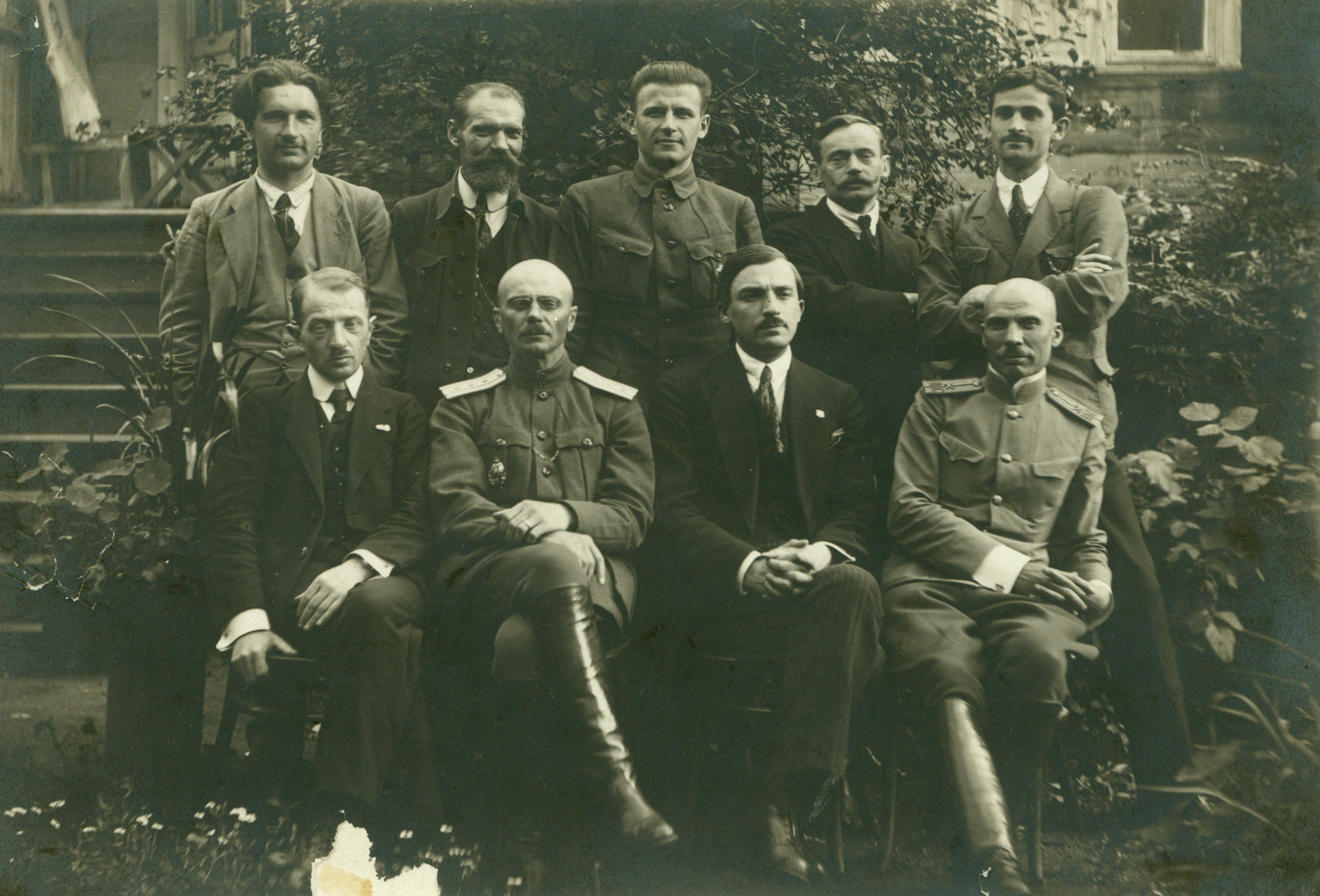
Народный Секретариат Белорусской Народной Республики; Антони Овсяник стоит, второй справа

Анто́н (Анто́ний) Овся́ник (13 июня 1888, деревня Ковыль Вилейского уезда Минской губернии (ныне деревня Октябрьская) — предположительно 1933) — польский белорусский левый политик, национальный деятель и инженер, государственный деятель Белорусской народной республики (БНР).

## Биография
Происходил из крестьянской семьи, учился в местных школах. Окончил технологический институт в Харькове, позже учился на кораблестроительном факультете Петербургского политехнического института (по некоторым данным, закончил его). Получил диплом инженера. Находясь в Петербурге, вступил в Белорусскую социалистическую громаду и начал деятельность в белорусском национальном движении. Несколько лет работал в Бобруйске, где основал белорусские общественные и политические организации. Участвовал в отборе делегатов на Первый Всебелорусский конгресс, по некоторым источникам, был также его участником в декабре 1917 года.
В 1918—1919 годах входил в состав Рады БНР, Президиума Рады БНР, Народного секретариата Белоруссии; был также один из инициаторов создания белорусских военных отрядов в составе Войска Польского. В 1919—1920 годах был сначала членом, а позже вице-председателем временного президиума Белорусской воинской Комиссии. В 1920 году стал полномочным представителем БНР в Литовской республике, а затем представителем белорусского национального меньшинства в Польской Республике (II Речи Посполитой). С 1922 года был послом на Сейме Польской республики II каденции. В 1930-е годы уехал в БССР, был арестован и, вероятно, убит по приказу советских властей, хотя доподлинно его судьба неизвестна.